# Notophthiracarus heterotrichus
Notophthiracarus heterotrichus är en kvalsterart som först beskrevs av Sandór Mahunka 1979.  Notophthiracarus heterotrichus ingår i släktet Notophthiracarus och familjen Phthiracaridae. Inga underarter finns listade i Catalogue of Life.